# 아메리칸 이글 아웃피터스
아메리칸 이글 아웃피터스(영어: American Eagle Outfitters)는 미국의 캐주얼계 패션 브랜드이다. 북아메리카에 2011년 7월 기준으로 1,000개 이상의 매장을 보유하고 있으며, 아시아와 중동 등으로 출점을 계속하고 있다.

## 같이 보기
- 애버크롬비 & 피치
- 에어로포스테일